# Беловица
Беловица (болг. Беловица) — село в Болгарии. Находится в Пловдивской области, входит в общину Хисаря. Население составляет 325 человек.

## Политическая ситуация
В местном кметстве Беловица, в состав которого входит Беловица, должность кмета (старосты) исполняет Илина Маринова Костова (независимый) по результатам выборов.
Кмет (мэр) общины Хисаря — Георги Николов Пирянков (инициативный комитет) по результатам выборов.